# 2019-20 V.LEAGUE
2019-20 V.LEAGUEは2019年10月12日から2020年3月8日にかけて開催される、2回目のV.LEAGUEである。

## 概要
V.LEAGUEとして2シーズン目となる。大会の公式表記は、前年の「V.LEAGUE DIVISION◯ 2018-19」の形から「2019-20 V.LEAGUE DIVISION◯」（年度が先）に変更された。
前年同様、男子3ディビジョン・女子2ディビジョンで実施されるが、当年度は DIVISION1（V1、V1リーグ）が男子10チーム・女子12チーム、 DIVISION2（V2、V2リーグ）が男子12チーム・女子8チーム、 DIVISION3（V3、V3リーグ）が男子のみ4チームでそれぞれ行われる。V・チャレンジマッチ（入替戦）については、ライセンス保持のレベルによる。なお、当シーズンよりV1女子は、プレミアカンファレンスとスターカンファレンスに分けることになった。
レギュレーションでは、各ディビジョンのレギュラーステージにおける順位決定方法が「ポイント→勝率→セット率→得点率」での比較であったものが、「勝利数→ポイント→勝率→セット率→得点率」に変更され、順位決定方法が「勝利数優先」となった。また、チャレンジシステム（VTR判定のシステム）はこれまで通りV1男子、V1女子のみ導入されるが、独自のものを採用してきたチャレンジシステムにおいて、新たに「ホークアイ」を採用することとなった。判定対象は、従来の (1)ボールのイン・アウト(2)ブロックタッチ(3)アンテナに関する判定(4)サーバーのラインフォルト、の4つに加え、(5)タッチネットが追加されている。

## できごと
- 2019年
  - 5月16日：2019-20V.LEAGUE編成が発表された[4]。
  - 7月23日：レギュラーシーズンの大会日程を発表[5]。
  - 10月12日：Division1女子スターカンファレンスのPFUブルーキャッツvsKUROBEアクアフェアリーズ（いしかわ総合スポーツセンター）で開幕[6]。
  - 10月12日 - 13日：令和元年東日本台風（台風19号）の影響により、一足先に開幕したV1女子の5試合（2大会）が中止となった[7]。中止になった試合は、V・レギュラーラウンド最終日の翌週（2020年1月4日 - 5日）に代替された[8][9]。
  - 10月24日：翌シーズンのライセンス判定結果を公表[10]。V2男子のチームではヴォレアス北海道のみがS1ライセンスを取得し、2位以内に入ればV1チームとのV・チャレンジマッチに出場できることとなった。女子はV2チームの多くがS1ライセンスを取得した。
- 2020年
  - 1月25日：V1女子ファイナルでJTマーヴェラスがフルセットの末に岡山シーガルズを破り9年ぶりの優勝を決めた[11]。
  - 2月26日：新型コロナウイルス感染予防対策により、29日のV1男子ファイナルを無観客で開催、V2男子の残り試合を中止にすると発表[12]。28日には、V・チャレンジマッチも無観客で開催すると発表[13]。
  - 2月29日：V1男子ファイナルが無観客で開催され、フルセットの末、ジェイテクトSTINGSがパナソニック・パンサーズに勝ち初優勝を果たした[14]。
  - 3月9日：新型コロナウイルス感染症拡大を鑑み、V・チャレンジマッチ男子が無観客開催から中止に変更され、入替戦は行わないと発表[15]。V・チャレンジマッチ中止を受けて、ヴォレアス北海道がVリーグ機構に緊急要望書を提出し、中止撤回あるいはV1昇格特例措置を要請した。

## DIVISION1 (V1)
| 順位   | チーム                   | 備考                                  |
| ------ | ------------------------ | ------------------------------------- |
| 優勝   | ジェイテクトSTINGS       | V・ファイナルステージの結果により決定 |
| 準優勝 | パナソニックパンサーズ   | V・ファイナルステージの結果により決定 |
| 3      | サントリーサンバーズ     | V・ファイナルステージの結果により決定 |
| 4      | JTサンダーズ広島         | V・ファイナルステージの結果により決定 |
| 5      | 堺ブレイザーズ           | V・ファイナルステージの結果により決定 |
| 6      | 東レアローズ             |                                       |
| 7      | ウルフドッグス名古屋     |                                       |
| 8      | FC東京                   |                                       |
| 9      | 大分三好ヴァイセアドラー | 下記参照                              |
| 10     | VC長野トライデンツ       | V・チャレンジマッチ出場               |

- V2上位2チームのうち1チームしかS1ライセンスを保有してないため9位の大分三好が自動残留。

| 順位   | チーム                   | 備考                    |
| ------ | ------------------------ | ----------------------- |
| 優勝   | JTマーヴェラス           | セミファイナル進出      |
| 準優勝 | 岡山シーガルズ           | セミファイナル進出      |
| 3      | 埼玉上尾メディックス     | セミファイナル進出      |
| 4      | デンソーエアリービーズ   | セミファイナル進出      |
| 5      | トヨタ車体クインシーズ   |                         |
| 6      | 東レアローズ             |                         |
| 7      | 久光製薬スプリングス     |                         |
| 8      | NECレッドロケッツ        |                         |
| 9      | 日立リヴァーレ           |                         |
| 10     | KUROBEアクアフェアリーズ |                         |
| 11     | PFUブルーキャッツ        | 下記参照                |
| 12     | ヴィクトリーナ姫路       | V・チャレンジマッチ出場 |

- V2準優勝チームがS1ライセンスを保有してないため11位のPFUが自動残留。

## DIVISION2 (V2)

### V2男子
レギュラーラウンド
- 新型コロナウイルスの影響により、2020年2月23日の試合終了時点で打ち切り[16]。

|  | V・チャレンジマッチ出場 |

|      |                                | 試合 | 試合 | Pts | セット | セット | セット   | 得点 | 得点 | 得点   |
| 順位 | チーム                         | 勝   | 敗   | Pts | 得     | 失     | セット率 | 得点 | 失点 | 得点率 |
| ---- | ------------------------------ | ---- | ---- | --- | ------ | ------ | -------- | ---- | ---- | ------ |
| 1    | 富士通カワサキレッドスピリッツ | 19   | 1    | 57  | 57     | 12     | 4.750    | 1707 | 1364 | 1.251  |
| 2    | ヴォレアス北海道               | 19   | 1    | 55  | 58     | 12     | 4.833    | 1688 | 1430 | 1.180  |
| 3    | 埼玉アザレア                   | 13   | 8    | 38  | 48     | 33     | 1.455    | 1835 | 1778 | 1.032  |
| 4    | トヨタ自動車サンホークス       | 12   | 6    | 38  | 41     | 22     | 1.864    | 1495 | 1396 | 1.071  |
| 5    | 大同特殊鋼レッドスター         | 12   | 8    | 35  | 43     | 36     | 1.194    | 1819 | 1708 | 1.065  |
| 6    | ヴィアティン三重               | 12   | 8    | 31  | 42     | 38     | 1.105    | 1800 | 1799 | 1.001  |
| 7    | つくばユナイテッドSun GAIA     | 10   | 11   | 34  | 40     | 36     | 1.111    | 1686 | 1631 | 1.034  |
| 8    | 警視庁フォートファイターズ     | 10   | 11   | 31  | 40     | 42     | 0.952    | 1843 | 1790 | 1.030  |
| 9    | きんでんトリニティーブリッツ   | 6    | 14   | 19  | 32     | 50     | 0.640    | 1763 | 1865 | 0.945  |
| 10   | 東京ヴェルディ                 | 3    | 17   | 9   | 20     | 56     | 0.357    | 1580 | 1803 | 0.876  |
| 11   | 兵庫デルフィーノ               | 2    | 17   | 7   | 13     | 54     | 0.241    | 1262 | 1632 | 0.773  |
| 12   | 長野GaRons                     | 2    | 18   | 6   | 15     | 58     | 0.259    | 1474 | 1756 | 0.839  |

出典：

### V2女子
レギュラーラウンド
|  | V・チャレンジマッチ出場 |

|      |                                              | 試合 | 試合 | Pts | セット | セット | セット   | 得点 | 得点 | 得点   |
| 順位 | チーム                                       | 勝   | 敗   | Pts | 得     | 失     | セット率 | 得点 | 失点 | 得点率 |
| ---- | -------------------------------------------- | ---- | ---- | --- | ------ | ------ | -------- | ---- | ---- | ------ |
| 1    | 群馬銀行グリーンウイングス                   | 18   | 3    | 54  | 59     | 21     | 2.810    | 1904 | 1589 | 1.198  |
| 2    | GSS東京サンビームズ                          | 12   | 9    | 37  | 49     | 39     | 1.256    | 1927 | 1913 | 1.007  |
| 3    | JAぎふリオレーナ                             | 11   | 10   | 33  | 44     | 41     | 1.073    | 1910 | 1884 | 1.014  |
| 4    | ルートインホテルズブリリアントアリーズ       | 11   | 10   | 31  | 43     | 44     | 0.977    | 1938 | 1924 | 1.007  |
| 5    | プレステージ・インターナショナルアランマーレ | 11   | 10   | 30  | 42     | 42     | 1.000    | 1879 | 1864 | 1.008  |
| 6    | 大野石油広島オイラーズ                       | 8    | 13   | 24  | 37     | 48     | 0.771    | 1853 | 1938 | 0.956  |
| 7    | 柏エンゼルクロス                             | 8    | 13   | 24  | 35     | 49     | 0.714    | 1820 | 1939 | 0.939  |
| 8    | ブレス浜松                                   | 5    | 16   | 19  | 27     | 52     | 0.519    | 1651 | 1831 | 0.902  |

出典：

## DIVISION3 (V3)

### V3男子
レギュラーラウンド
|      |                                | 試合 | 試合 | Pts | セット | セット | セット   | 得点 | 得点 | 得点   |
| 順位 | チーム                         | 勝   | 敗   | Pts | 得     | 失     | セット率 | 得点 | 失点 | 得点率 |
| ---- | ------------------------------ | ---- | ---- | --- | ------ | ------ | -------- | ---- | ---- | ------ |
| 1    | 奈良ドリーマーズ               | 12   | 3    | 31  | 39     | 24     | 1.625    | 1463 | 1337 | 1.094  |
| 2    | 近畿クラブスフィーダ           | 10   | 5    | 29  | 33     | 23     | 1.435    | 1306 | 1265 | 1.032  |
| 3    | サフィルヴァ北海道             | 7    | 8    | 24  | 31     | 27     | 1.148    | 1292 | 1296 | 0.997  |
| 4    | トヨタモビリティ東京スパークル | 1    | 14   | 6   | 15     | 44     | 0.341    | 1205 | 1368 | 0.881  |

出典：

## V・チャレンジマッチ

### 方式

#### V1・V2入替戦
男女とも、V1の下から2位とV2・2位、V1最下位とV2・1位がそれぞれ2戦方式で戦う。
男子、女子それぞれにおいて、V2上位2チームがS1ライセンスを保有してない場合は入替戦を実施しない。上位2チームのうち1チームのみがS1ライセンス保持の場合、開催について別途定める。男子はS1ライセンスを保持するチームがヴォレアス北海道の1チームのみなので、ヴォレアス北海道がV2上位2チームに入った場合のみ、開催について別途定める。
勝利数の多いチームが次シーズンのV1リーグ出場となる。1勝1敗の場合は以下の優先順位で次シーズンのV1リーグ出場チームを決める。
1. ポイントの高いチーム[注釈 1]
2. セット率の高いチーム
3. 得点率の高いチーム
4. V1所属チーム

付与ポイントは以下の通り。
| 条件                                       | 付与ポイント |
| ------------------------------------------ | ------------ |
| セットカウント「3-0」あるいは「3-1」で勝利 | 3点          |
| セットカウント「3-2」で勝利                | 2点          |
| セットカウント「2-3」で敗戦                | 1点          |
| セットカウント「1-3」あるいは「0-3」で敗戦 | 0点          |

#### V2・V3入替戦
V2・V3間の入替戦は行わない。ただし、V3所属チームは、S2ライセンスを取得すれば、Vリーグ機構理事会の承認を得ることでV2に昇格できる。

### V1・V2入替戦男子
S1ライセンスを保有しているチームがV2上位2チームのうち1チームのみとなったため、V1・9位の大分三好ヴァイセアドラーは自動残留となり、組み合わせは、V1・10位とV2・1-2位のみとなった。
2020年3月9日、新型コロナウイルス感染症拡大を鑑み、チャレンジマッチ（V1男子・V2男子入替戦）開催を中止とし、入替を行わないと発表された。これにより、V1・10位のVC長野トライデンツのV1残留と、V2・2位のヴォレアス北海道のV2残留が決定した。

### V1・V2入替戦女子
S1ライセンスを保有してないチームがV2・2位となったため、V1・11位のPFUブルーキャッツは自動残留となり、組み合わせは、V1・12位とV2・1位のみとなった。サーラグリーンアリーナで開催された。
|  | 2020-21 V1リーグ出場 |

|      |                            | 試合 | 試合 | Pts | セット | セット | セット   | 得点 | 得点 | 得点   |
| 順位 | チーム                     | 勝   | 敗   | Pts | 得     | 失     | セット率 | 得点 | 失点 | 得点率 |
| ---- | -------------------------- | ---- | ---- | --- | ------ | ------ | -------- | ---- | ---- | ------ |
| 1    | ヴィクトリーナ姫路         | 2    | 0    | 6   | 6      | 0      | MAX      | 156  | 119  | 1.311  |
| 2    | 群馬銀行グリーンウイングス | 0    | 2    | 0   | 0      | 6      | 0.000    | 119  | 156  | 0.763  |

| 日程    | 開始  |                    | 結果 |                            | 1set  | 2set  | 3set  | 4set | 5set | 総得点 | R   |
| ------- | ----- | ------------------ | ---- | -------------------------- | ----- | ----- | ----- | ---- | ---- | ------ | --- |
| 2月22日 | 14:00 | ヴィクトリーナ姫路 | 3–0  | 群馬銀行グリーンウイングス | 25–17 | 25–16 | 25–19 |      |      | 75–52  | A B |
| 2月23日 | 14:00 | ヴィクトリーナ姫路 | 3–0  | 群馬銀行グリーンウイングス | 31–29 | 25–18 | 25–20 |      |      | 81–67  | A B |

- 姫路の2勝により、姫路のV1残留（群馬のV2残留）が決定。

## 昇格・降格
V1・V2入替え
- 男子：V・チャレンジマッチ男子（2020年3月14日 - 15日）が中止となり、入替はなしとなった[15]。
- 女子：V・チャレンジマッチ女子（2020年2月22日 - 23日）の結果により入替はなしとなった[20]。

V3からV2に昇格
- 男子：サフィルヴァ北海道[21]。

V.LEAGUE参入
- 男子：S3ライセンス取得により、クボタスピアーズ・千葉ZELVA・アイシンティルマーレのV3参入が内定した[22][23][24]。
- 女子：S3ライセンス取得により、フォレストリーヴズ熊本のV2参入が内定した[25]。

（ライセンス交付結果は2019年10月24日に発表された。）